# Kasapovići (Zenica)
Pour les articles homonymes, voir Kasapovići.
Kasapovići (en cyrillique : Касаповићи) est un village de Bosnie-Herzégovine. Il est situé sur le territoire de la ville de Zenica, dans le canton de Zenica-Doboj et dans la fédération de Bosnie-et-Herzégovine. Selon les premiers résultats du recensement bosnien de 2013, il compte 268 habitants.

## Géographie
Le village est situé sur les bords de la Babina rijeka, un affluent droit de la Bosna.

## Démographie

### Évolution historique de la population dans la localité
| 1948 | 1953 | 1961 | 1971 | 1981 | 1991 | 2013 |
| ---- | ---- | ---- | ---- | ---- | ---- | ---- |
| -    | -    | 209  | 261  | 273  | 268  | 268  |

|  |